# Nicolás de Techo
Nicolás del Techo foi um sacerdote jesuíta. Nasceu em Lille (França), em 1611. Faleceu em Assunção (Paraguai), em 1680. Originalmente seu nome era "Nicolás Du Toict", que foi espaniolizado para "Nicolás del Techo". Autor de "Historia de la Provincia del Paraguay y de la Compañía de Jesús".

## Biografia
Foi ordenado com apenas 19 anos de idade, nos primeiros anos ensinou ciências humanas.
Em 1649, chegou ao Paraguai onde trabalhou incansavelmente pela evangelização dos povos nativos e foi catedrático do Colégio Jesuíta de Assunção.
Em 1673, foi publicada em Lieja, sua obra: "Historia de la Provincia del Paraguay y de la Compañía de Jesús", que contém importantes informações sobre as missões jesuíticas no Paraguai.
Alguns estudiosos afirmam que essa obra teve como ponto de partida escritos de outros jesuítas como os padres Juan Pastor, Boroa e Romero.
Em 1680, foi designado como Provincial dos jesuítas do Paraguai.
Faleceu em 1680.